# Egres (Gemeinde Groß Gerungs)
Egres ist eine Ortschaft und als Eggress eine Katastralgemeinde der  Stadtgemeinde Groß Gerungs im Bezirk Zwettl in Niederösterreich.

## Geografie
Das Dorf liegt an der Landesstraße L7307, die aus der Greiner Straße abzweigt. Östlich fließt der Griesbach am Ort vorüber.

## Siedlungsentwicklung
Zum Jahreswechsel 1979/1980 befanden sich in der Katastralgemeinde Eggress insgesamt 19 Bauflächen mit 6.210 m² und 15 Gärten auf 7.546 m², 1989/1990 gab es 19 Bauflächen. 1999/2000 war die Zahl der Bauflächen auf 45 angewachsen und 2009/2010 bestanden 27 Gebäude auf 48 Bauflächen.

## Geschichte
Laut Adressbuch von Österreich war im Jahr 1938 in Egres ein Landesproduktehändler ansässig. Bis zur Eingemeindung nach Groß Gerungs war der Ort ein Teil der damaligen Gemeinde Klein Wetzles.

## Bodennutzung
Die Katastralgemeinde ist landwirtschaftlich geprägt. 85 Hektar wurden zum Jahreswechsel 1979/1980 landwirtschaftlich genutzt und 55 Hektar waren forstwirtschaftlich geführte Waldflächen. 1999/2000 wurde auf 83 Hektar Landwirtschaft betrieben und 57 Hektar waren als forstwirtschaftlich genutzte Flächen ausgewiesen. Ende 2018 waren 76 Hektar als landwirtschaftliche Flächen genutzt und Forstwirtschaft wurde auf 57 Hektar betrieben. Die durchschnittliche Bodenklimazahl von Eggress beträgt 15,7 (Stand 2010).